# Glennallen
Glennallen és una concentració de població designada pel cens dels Estats Units a l'estat d'Alaska. Segons el cens del 2000 tenia 554 habitants.

## Demografia
Segons el cens del 2000, Glennallen tenia 554 habitants, 204 habitatges, i 136 famílies La densitat de població era d'1,9 habitants/km².
Dels 204 habitatges en un 36,8% hi vivien nens de menys de 18 anys, en un 56,4% hi vivien parelles casades, en un 6,4% dones solteres, i en un 33,3% no eren unitats familiars. En el 27% dels habitatges hi vivien persones soles el 5,4% de les quals corresponia a persones de 65 anys o més que vivien soles. El nombre mitjà de persones vivint en cada habitatge era de 2,63 i el nombre mitjà de persones que vivien en cada família era de 3,31.
Per edats la població es repartia de la següent manera: un 31,8% tenia menys de 18 anys, un 9,6% entre 18 i 24, un 27,4% entre 25 i 44, un 26,2% de 45 a 60 i un 5,1% 65 anys o més.
L'edat mediana era de 32 anys. Per cada 100 dones hi havia 106,7 homes. Per cada 100 dones de 18 o més anys hi havia 110 homes.
La renda mediana per habitatge era de 38.846 $ i la renda mediana per família de 40.909 $. Els homes tenien una renda mediana de 29.375 $ mentre que les dones 28.125 $. La renda per capita de la població era de 17.084 $. Aproximadament el 4,6% de les famílies i el 8,04% de la població estaven per davall del llindar de pobresa.

## Poblacions més properes
El següent diagrama mostra les poblacions més properes.